# Luna dezmoșteniților
Luna dezmoșteniților (în engleză A Moon for the Misbegotten) este o piesă de teatru de Eugene O'Neill. Este o continuare a piesei sale Lungul drum al zilei către noapte din 1941, cu personajul Jim Tyrone ca o versiune mai veche a lui Jamie Tyrone. El a început să redacteze piesa la sfârșitul anului 1941, a lăsat-o deoparte după câteva luni și a revenit la ea un an mai târziu, completând textul în 1943 (aceasta a fost versiunea sa finală), deoarece din cauza sănătății sale precare îi era imposibil să scrie. Piesa a avut premiera pe Broadway în 1947.

## Prezentare

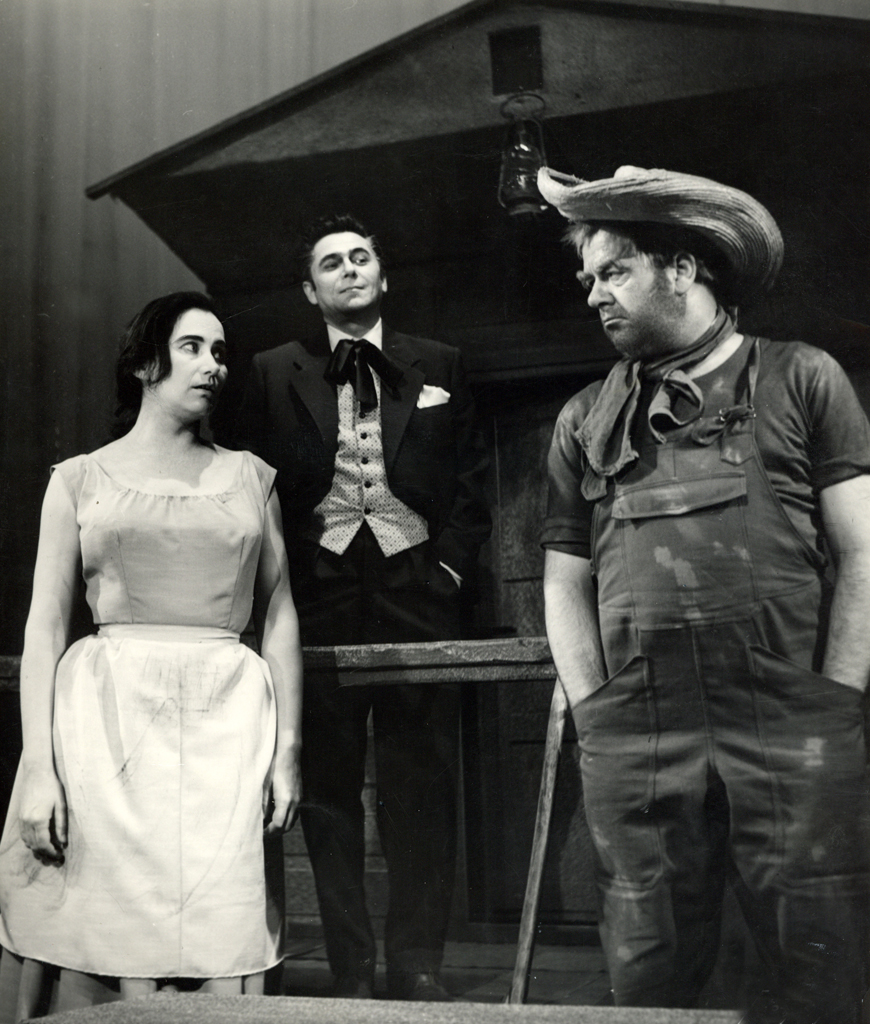
Piesa jucată la Teatrul Național Sloven din Maribor în 1959

Are loc într-o casă în ruine din Connecticut, la începutul lunii septembrie 1923. Piesa se concentrează pe trei personaje principale: Josie, o irlandeză cu voință puternică, cunoscută pentru limba ei ascuțită și reputația pătată; tatăl ei, Phil Hogan, un fermier dur; și James Tyrone Jr., proprietarul și partenerul de băut al lui Hogan, un alcoolic amar chinuit de moartea mamei sale.
Piesa începe cu Mike, cel mai mic dintre cei trei fii ai lui Hogan, care părăsește ferma. Ca o glumă în timpul unei beții, Tyrone amenință să vândă terenul vecinului pe care îl urăște, T. Steadman Harder, și să-l evacueze pe Hogan. Hogan creează o schemă în care Josie îl va îmbăta pe Tyrone, îl va seduce și îl va șantaja. Josie și Tyrone se judecă în lumina lunii.
Schema se termină când Josie află că Tyrone nu va vinde pământul lui Harder. Tyrone îi spune lui Josie cum, după moartea mamei sale, a călătorit înapoi spre Est în tren și a angajat o prostituată blondă pentru 50 de dolari pe noapte pentru a-și îneca durerea.
Piesa în patru acte se încheie cu James Tyrone plecând la New York pentru a se ocupa de moșia mamei sale, aparent pentru a muri în curând de alcoolism.

## Personaje
- Josie, o femeie irlandeză dominatoare
- fermierul Phil Hogan, tatăl lui Mike și al lui Josie
- James Tyrone, Jr., proprietar și tovarăș de băutură al lui Phil Hogan
- Mike, fiul lui Phil Hogan
- T. Stedman Harder

## Premiere în România
În România, a fost pusă în scenă de regizorul Ion Olteanu la Teatrul Nottara după o traducere de Aneta Dobre și Sergiu Fărcășan și a avut premiera la 28 octombrie 1964. Rolurile au fost interpretate de actorii: Valeriu Arnăutu ca Stedman, Cristea Avram ca James, George Demetru ca Phil, Mihnea Moisescu ca Mike, Liliana Tomescu ca Josie.
Piesa a mai fost pusă în scenă de Sanda Manu la Teatrul Bulandra și a avut premiera la 19 ianuarie 1983; cu Mariana Mihuț ca Josie Hogan, Valentin Uritescu ca Phil Hogan, Claudiu Bleonț ca Mike, Victor Rebengiuc, Ion Cocieru ca James Tyrone, Jr. și Bogdan Gheorgiu ca T. Stedman Harder.

## Adaptări

### Ecranizări
- 1975: Luna dezmoșteniților, film TV, regia: José Quintero, Gordon Rigsby; cu actorii Colleen Dewhurst ca Josie Hogan, Jason Robards ca James Tyrone Jr., Ed Flanders ca Phil Hogan, Edwin McDonough ca Mike Hogan

### Teatru radiofonic
- 1986: Luna dezmoșteniților, cu actorii Violeta, Andrei Constantin Codrescu, Ștefan Iordache, Nicolae Pomoje, Geo Costiniu. Adaptare de Georgeta Răboj, regia artistică Cristian Munteanu.